# Callaway Cars

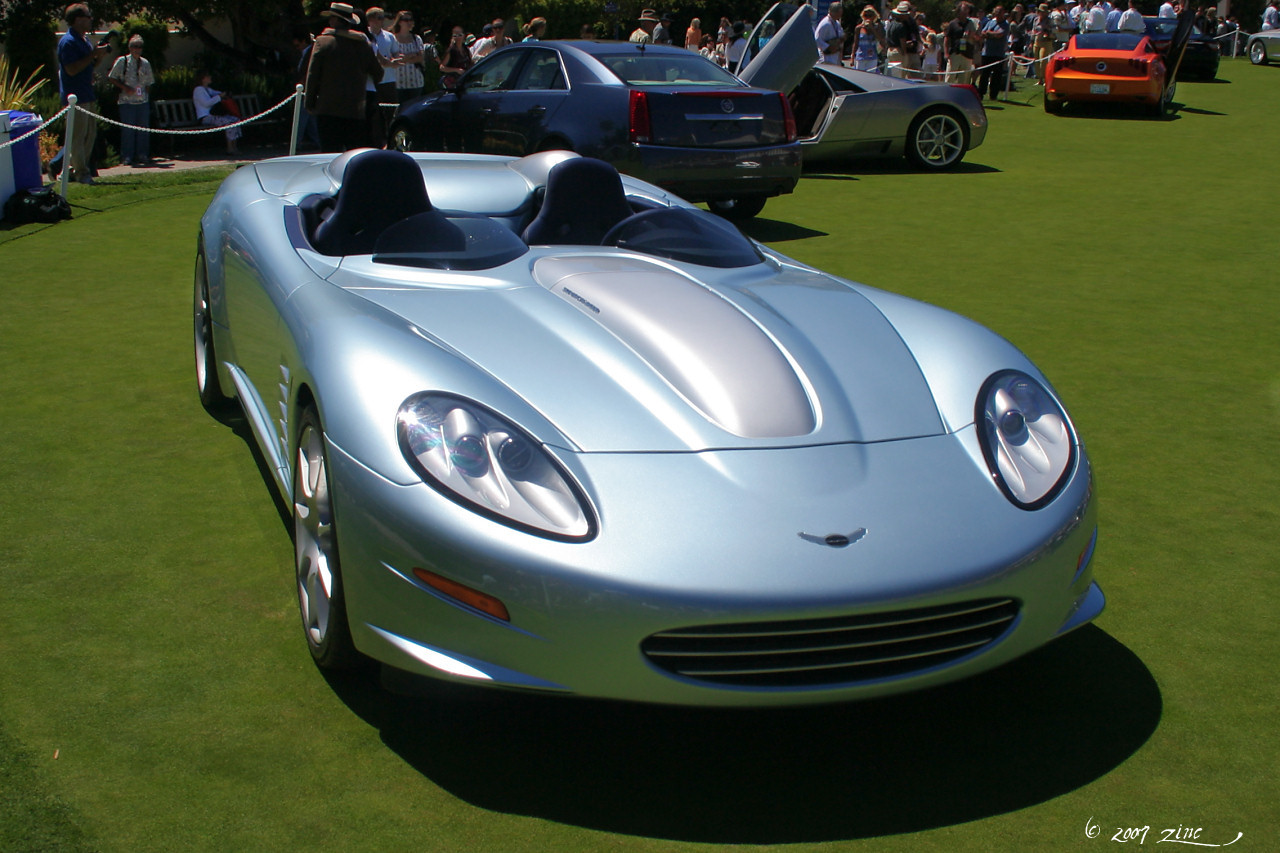
Uno dei modelli sportivi della Callaway Cars

La Callaway Cars Inc. è una casa automobilistica statunitense, fondata nel 1977 da Ely Reeves Callaway con sede ad Old Lyme nel Connecticut. Il piccolo atelier sportivo è specializzato nella realizzazione di automobili sportive su meccanica Corvette. L'azienda commercializza il modello C16.

## Storia
Nel 1973 Reeves Callaway entrò come istruttore di guida nella Bob Bondurant's racing school, la scuola di guida fondata dal pilota di Formula 1 Bob Bondurant e, anche da quell'esperienza, ne derivò una passione per l'elaborazione (tuning) di modelli di autovettura già presenti sul mercato a cui veniva in particolar modo applicato il doppio turbocompressore.
Dopo aver maturato esperienze su modelli di varie marche, nel 1977 nacque la Callaway Cars che iniziò ad essere maggiormente conosciuta sul mercato una decina di anni dopo, con la presentazione dei primi kit di trasformazione dedicati alla Chevrolet Corvette.
Il rapporto con la casa americana Chevrolet divenne con il tempo sempre più stretto e le Corvette modificate dal preparatore vennero utilizzate con successo anche in varie competizioni automobilistiche. Dal 1994 ha aperto anche una sede distaccata europea in Germania che segue in particolar modo proprio le competizioni e che ha ottenuto buoni risultati nelle gare del campionato mondiale sportprototipi come nella 24 Ore di Le Mans.